# Kitwancool Lake
Der Kitwancool Lake, auch als Kitwanga Lake oder Gitanyow Lake bezeichnet, ist ein See im Nordwesten der kanadischen Provinz British Columbia.

## Lage
Der See befindet sich 100 km nordnordöstlich der Stadt Terrace in einem breiten in Nord-Süd-Richtung verlaufenden Tal, welches das Flusstal des Nass River im Norden mit dem des Skeena River im Süden verbindet. Westlich liegen die Nass Ranges, östlich die Kispiox Range. Der 7,8 km² große und auf einer Höhe von 376 m gelegene See hat eine maximale Längsausdehnung von 7,2 km. Er ist in zwei Becken gegliedert. Das nördliche hat eine Fläche von etwa 6,3 km², eine maximale Wassertiefe von 12 m sowie eine mittlere Wassertiefe von 8,5 m. Der südliche Seeteil ist etwa 1,5 km² groß und besitzt eine maximale Wassertiefe von 15 m sowie eine mittlere Wassertiefe von 12 m. Der See wird vom Kitwanga River in südlicher Richtung durchflossen. Das Einzugsgebiet des Sees umfasst 169 km².
Der klare See wird als mesotroph eingestuft. Verschiedene Lachsarten laichen im Flusssystem des Kitwanga River. Der See gilt als wichtiges Habitat für die Junglachse, insbesondere für die des Rotlachses.
Der British Columbia Highway 37 (Stewart-Cassiar Highway) verläuft entlang dem Ostufer des Sees.